# Süßwasserkrabbe

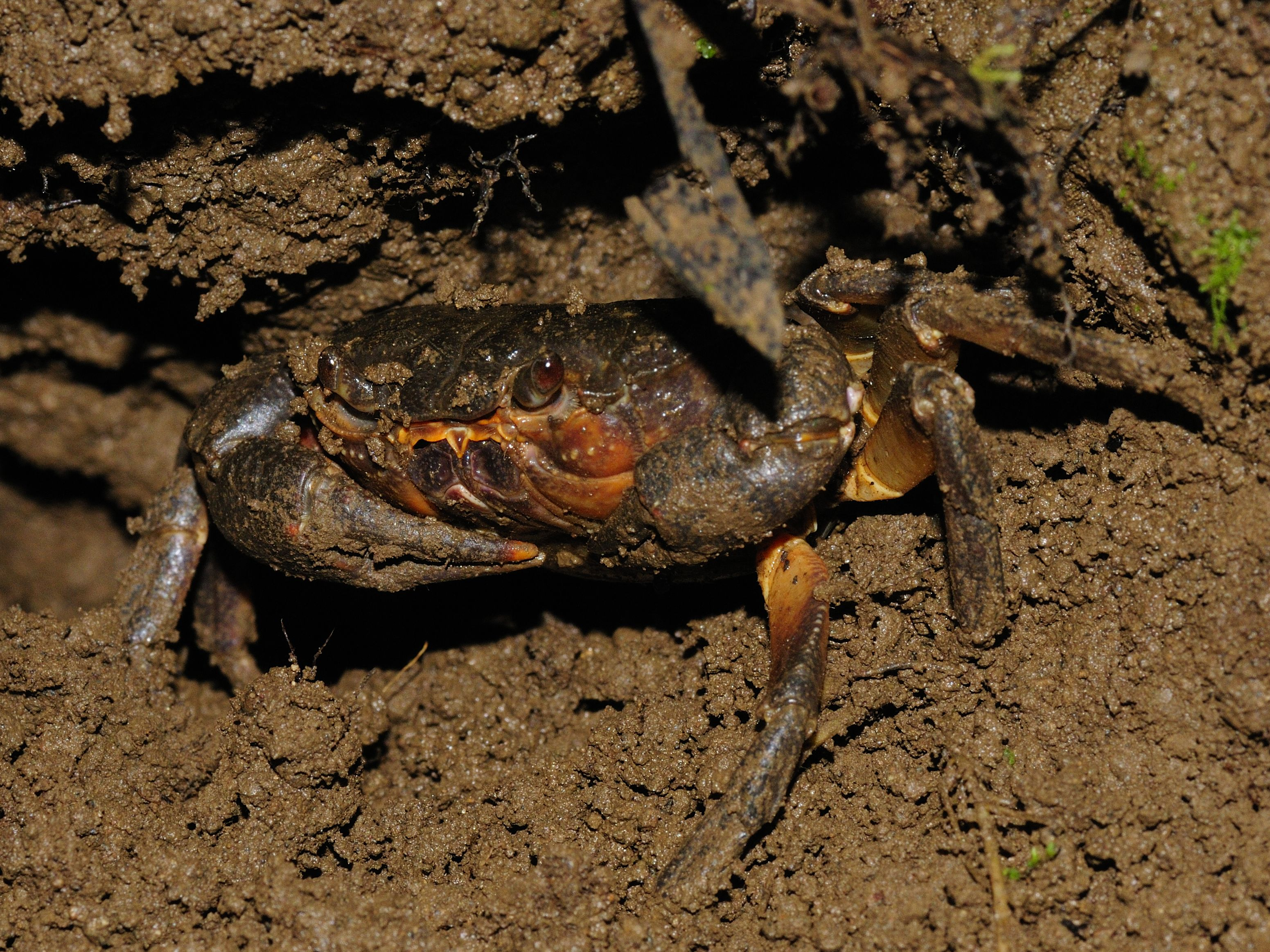
Potamon ibericum (Potamidae) in Georgien

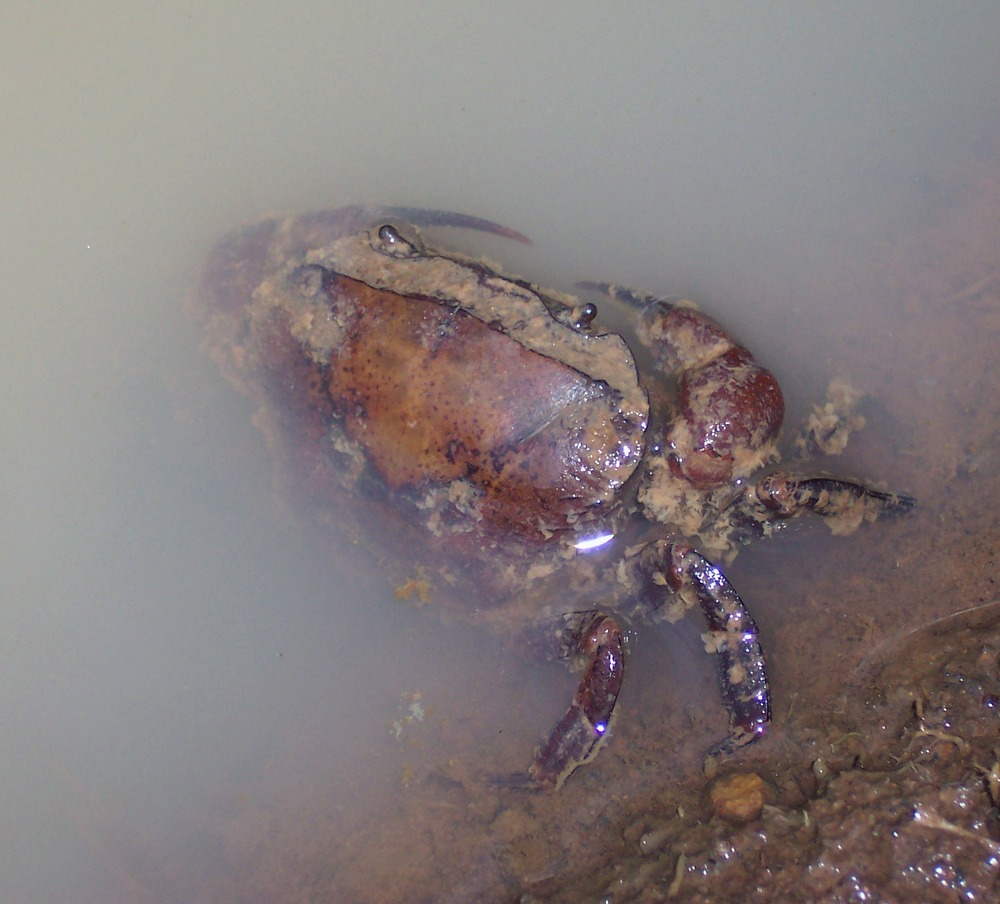
Parathelphusa convexa (Parathelphusidae) in Indonesien

Süßwasserkrabben leben in den Tropen und Subtropen und werden in acht Familien unterteilt. Bekannt sind ungefähr 1300 Arten. Im Gegensatz zu marin lebenden Krabben, die tausende von Larven in Form von Plankton freisetzen, gebären die Süßwasserkrabben eine kleine Anzahl bereits vollständig entwickelter Nachkommen, die von den Muttertieren noch eine Zeit lang umsorgt werden. Dieser Umstand limitiert die Verbreitung der Art, so dass ihre Vorkommen in kleinen Gebieten endemisch sind. Wenn sich die Umweltbedingungen in ihrem Lebensraum ändern, haben sie wenige Möglichkeiten, in andere Gebiete auszuweichen. Die Folge davon ist, dass ein Großteil der Süßwasserkrabben auf der Roten Liste gefährdeter Arten als stark gefährdet oder vom Aussterben bedroht geführt werden muss.

## Systematik
Unter den insgesamt 6700 Krabbenarten gibt es mehr als 1300 formal beschriebene Spezies von Süßwasserkrabben. Tatsächlich geht man jedoch davon aus, dass die Gesamtzahl der Süßwasserkrabbenarten um bis zu 65 % höher liegt, da viele Arten noch nicht beschrieben wurden. Die Krabben werden in acht Familien unterteilt, von denen jede eine begrenzte Ausbreitung aufweist. Verschiedene Krabben anderer Familien, die zu den Euryhalinen zählen, sind ebenfalls in der Lage, einen gewissen Süßwassergehalt zu tolerieren, während sich wiederum andere Krabben an Süßwasser als Sekundärlebensraum angepasst haben. Die Phylogenese dieser Familien ist noch Gegenstand der wissenschaftlichen Diskussion, so dass unklar ist, wie viele Krabbenarten insgesamt im Süßwasser leben können.
Die acht Familien sind:
| Überfamilie         | Familie            | Vorkommen                     | Bemerkungen                                |
| ------------------- | ------------------ | ----------------------------- | ------------------------------------------ |
| Trichodactyloidea   | Trichodactylidae   | Zentralamerika und Südamerika |                                            |
| Potamoidea          | Potamidae          | Mittelmeerraum und Asien      |                                            |
| Potamoidea          | Potamonautidae     | Afrika und Madagaskar         |                                            |
| Potamoidea          | Deckeniidae        | Ostafrika und Seychellen      | Auch als Teil der Potamonautidae angesehen |
| Potamoidea          | Platythelphusidae  | Ostafrika                     | Auch als Teil der Potamonautidae angesehen |
| Gecarcinucoidea     | Gecarcinucidae     | Asien                         |                                            |
| Gecarcinucoidea     | Parathelphusidae   | Asien und Australasien        |                                            |
| Pseudothelphusoidea | Pseudothelphusidae | Zentralamerika und Südamerika |                                            |

Vor dem Hintergrund einer grundsätzlich sehr geringen Anzahl von aus Süßwasserorganismen entstandenen Fossilien gibt es nur wenige von Süßwasserkrabben. Der älteste Fund ist Tanzanonautes tuerkayi aus dem ostafrikanischen Oligozän. Die Entwicklung der Süßwasserkrabben begann mit hoher Wahrscheinlichkeit nach dem Auseinanderbrechen des Superkontinents Gondwana.

## Beschreibung und Lebenszyklus

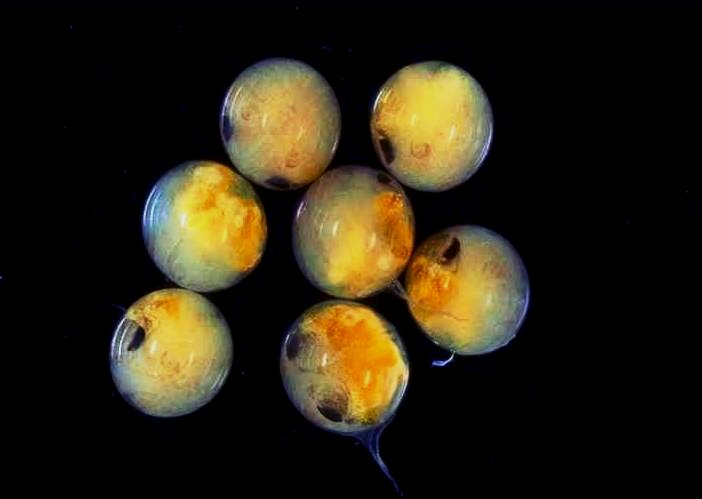
Eier von Potamon fluviatile enthalten bereits voll entwickelte junge Krabben

Die Morphologie der Süßwasserkrabben variiert nur in sehr geringem Ausmaß, so dass die Form der Zehnfußkrebse (insbesondere ein für Insemination modifizierter Unterleibsfortsatz) von wesentlicher Bedeutung für ihre Taxonomie ist. Die Entwicklungsbiologie der Süßwasserkrabben ist charakteristisch direkt: Die Eier enthalten Juvenile und die unterschiedlichen Stadien der Larven entwickeln sich im Inneren des Eis. Eine Brut umfasst einige hundert, mit einem Durchmesser von ca. 1 mm jeweils relativ große Eier.
Die Besiedelung von Süßwasservorkommen setzte voraus, dass die Krabben ihren Wasserhaushalt änderten. Süßwasserkrabben können Salz aus ihrem Urin resorbieren und weisen verschiedene evolutionäre Anpassungen auf, um den eigenen Wasserverlust zu reduzieren. So verfügen sie zusätzlich zu ihren Kiemen über Pseudo-Lungen in ihrer Kiemenhöhle und können auf diese Weise atmen. Diese Entwicklungen sind eine Präadaptation der Krabben für ein Leben an Land, obwohl sie regelmäßig in das Wasser zurückkehren müssen, um Ammoniak auszuscheiden.

## Ökologie und Arterhaltung
Süßwasserkrabben kommen in allen tropischen und subtropischen Regionen der Erde vor. Sie leben in einer großen Bandbreite von Gewässern, die von schnell fließenden Flüssen bis zu Sümpfen reicht, aber auch in Baumstämmen und Höhlen. Sie sind überwiegend nachtaktiv und Allesfresser. Es gibt jedoch einige spezialisierte Jäger – beispielsweise ernährt sich die im Tanganjikasee lebende Platyhelphusa armata fast ausschließlich von Schnecken. Einige Arten stellen wiederum selbst eine wichtige Nahrungsquelle für andere Wirbeltiere dar. Einige Süßwasserkrabben sind Wirte für Saugwürmer der Gattung Paragonimus, die beim Menschen bei Verzehr des rohen Krabbenfleisches die Lungenegelkrankheit verursachen.
Der Großteil der Arten kommt nur in eng begrenzten Gebieten endemisch vor. Dies hängt zumindest teilweise mit ihren mangelhaften Möglichkeiten der Ausbreitung sowie ihrer geringen Fruchtbarkeit zusammen. Die Fragmentierung ihrer ohnehin schon kleinen Lebensräume durch den Menschen spielt ebenfalls eine Rolle. In Westafrika sind Süßwasserkrabben in Savannengebieten weiter verteilt als im tropischen Regenwald, während in Ostafrika die in den Bergen lebenden Arten eng begrenzt leben und im Tiefland weiter verteilt sind.
Jede bisher beschriebene Art der Süßwasserkrabben wurde von der International Union for Conservation of Nature (IUCN) beurteilt. Von den Arten, zu denen Daten zur Verfügung stehen, wurden 32 % als gefährdet eingestuft. Beispielsweise sind alle bis auf eine der insgesamt 50 in Sri Lanka lebenden Süßwasserkrabben endemisch und mehr als die Hälfte von ihnen ist vom Aussterben bedroht.